# Thomas Robb
Thomas Robb (aussi appelé Thom Robb) est un pasteur du « Christian Revival Center » (« Centre de la renaissance chrétienne »), et d'autre part directeur national des Knights of the Ku Klux Klan (les « Chevaliers du Ku Klux Klan ») basé à Zinc, Arkansas.
Ce clan est considéré comme la plus grande organisation portant le nom Ku Klux Klan aux États-Unis. Elle se considère elle-même comme la « sixième zone du Klan » et continue d'être un grand groupe raciste.

## Activités
Thomas Robb a commencé par organiser une manifestation en signe d'opposition à la tenue du Martin Luther King Day à Pulaski (Tennessee), la ville où a été fondé le Ku Klux Klan en 1865. Cette manifestation a perduré pour devenir le White Christian Heritage Festival (la « Fête de l'héritage chrétien blanc »), qui se tient chaque année à Pulaski, au mois d'octobre. 
Au fil des années, Thomas Robb a établi une relation étroite avec d'autres extrémistes tels que J. B. Stoner, Ed Fields, Don Black, David Duke, Willis Carto, Billy Roper, Michael Collins Piper, l'extrémiste canadien Paul Fromm et l'ancien diplomate croate Tomislav Sunic.
Thomas Robb est un écrivain prolifique qui soutient que le Ku Klux Klan n'est qu'une organisation sans danger, « douce, pleine d'entrain et amicale » (« gentle, upbeat, and friendly »). Lors de son apparition dans le documentaire Banished de PBS, Thomas Robb a affirmé que l'appartenance au Ku Klux Klan pouvait se comparer au port de la cravate par un homme d'affaires, affirmant qu'il ne s'agissait au bout du compte « que d'une tradition » (« it's just tradition »).

## Heritage Connection
Heritage Connection est un groupe « White Pride » (« fierté blanche »), ou encore « White Nationalist » (« nationaliste blanc ») fondé par les petites-filles de Thomas Robb, Charity (née en 1985) et Shelby (née en 1987) Pendergraft. L'un de leurs deux CD publiés (en 2009) s'intitule Aryan Awakening (« Éveil aryen »), et l'autre Standing Our Ground (« Défendons nos positions »). On les a comparées au groupe néo-nazi (ou, à tout le moins, « nationaliste blanc ») Prussian Blue.